# 五島市立山内小学校
五島市立山内小学校（ごとうしりつ やまうちしょうがっこう）は、長崎県五島市岐宿町中岳にあった公立小学校。略称は「山小」。
2017年（平成29年）3月末をもって閉校し五島市立岐宿小学校に統合された。

## 概要
歴史
1875年（明治8年）創立の「中岳小学校」と「松山小学校」を前身とし、1906年（明治39年）にその2校が統合され「山内尋常小学校」となる。2017年（平成29年）五島市立岐宿小学校への統合により、141年の歴史に幕を下ろした。
校章
左右の稲穂の根元をリボンで結んだものを背景にして、中央に校名の「山小」の文字（縦書き）を置いている。
校歌
歌詞は3番まであり、2番に校名の「山内」が登場する。
校区
住所表記で五島市岐宿町の後に「松山、中嶽、二本楠」が続く地区。
中学校区は五島市立岐宿中学校。

## 沿革
前身
- 1875年（明治8年） - 「中岳小学校」と「松山小学校」が開校。

統合
- 1906年（明治39年）- 上記2校が統合され「山内尋常小学校」となる。校地は中岳郷字中岳。初代校長に大濱己男人が就任。
- 1908年（明治41年）4月1日 - 小学校令の改正により、義務教育年限（尋常科修業年限）が4年から6年に延長される。尋常科5年を新設。
- 1909年（明治42年）4月1日 - 尋常科6年を新設。
- 1919年（大正8年）4月1日 - 高等科を併置し「山内尋常高等小学校」に改称（尋常科6年・高等科2年）。
- 1936年（昭和11年）- 校舎を増築。
- 1941年（昭和16年）
  - 4月1日 - 国民学校令の施行により、「岐宿第三国民学校[2]」に改称。尋常科を初等科に改める（初等科6年・高等科2年）。
  - 4月3日 - 岐宿町の発足により、岐宿町立の学校となる。
- 1947年（昭和22年）4月1日 - 学制改革（六・三制の実施）が行われる。
  - 国民学校の初等科が改組され、「岐宿町立山内小学校」となる。
  - 国民学校の高等科と青年学校の普通科が改組され、新制中学校「岐宿町立山内中学校[3]」が発足。当初小学校に併設される。
- 1955年（昭和30年）- 創立80周年を記念して校歌を制定。
- 1956年（昭和31年）- 中学校との併設を解消し、独立校となる。
- 1960年（昭和35年）- 鉄筋コンクリート造校舎（第一期工事）が完成。
- 1967年（昭和42年）- 鉄筋コンクリート造校舎（第二期工事）が完成。
- 1975年（昭和50年）- 創立100周年を迎える。
- 1982年（昭和57年）- プールが完成。
- 1984年（昭和59年）- 体育館が完成。
- 1992年（平成4年）- 陶芸電気炉を設置。以前は、小型の陶芸電気炉を使用。
- 1993年（平成5年）- トイレを水洗化する。
- 1999年（平成11年）- パソコンを設置。
- 2004年（平成16年）8月1日 - 市町村合併で五島市が発足したことにより、「五島市立山内小学校」（現校名）へ改称。
- 2017年（平成29年）
  - 2月18日 - 閉校記念式典を挙行。
  - 3月31日 - 閉校。
  - 4月1日 - 岐宿地区の小学校3校（岐宿・川原・山内）が統合された。校地と校舎は楠原に新設される[4]。

## 交通アクセス
最寄りのバス停
- 五島自動車（五島バス）「中岳」バス停

最寄りの道路
- 長崎県道31号富江岐宿線

## 周辺
- 山内保育園
- 五島市消防本部岐宿出張所

## 参考資料
- 「岐宿町郷土誌」（2001年（平成13年）3月31日, 岐宿町）p. 594 -